# Toots Mondello
Nuncio F. 'Toots' Mondello (Boston, 14 augustus 1911 - New York, 15 november 1992) was een Amerikaanse jazzaltsaxofonist van de swing.

## Carrière
Toots Mondello begon zijn carrière op 14-jarige leeftijd in de plaatselijke band van Lew Conrad. In 1927 speelde hij in de Territory Band van Mal Hallett, waarbij hij bleef tot 1933. Daarnaast werkte hij onder anderen met Roger Wolfe Kahn, Irving Aaronsons Commanders, Joe Haymes en Buddy Rogers. In 1934/1935 speelde hij in het orkest van Benny Goodman, die hij in juli 1935 kort voor diens legendarische Palomar-optreden verliet. In 1939/1940 keerde hij nogmaals terug bij Goodman. Tussendoor speelde hij opnieuw met Haymes, maar ook met Ray Noble en Phil Harris. Bovendien was hij een druk bezet studiomuzikant en werkte hij mee aan opnamen van Chick Bullock, Bunny Berigan, Miff Mole, Claude Thornhill, Larry Clinton, Billie Holiday, Teddy Wilson, Bert Shefter, Louis Armstrong (1938–1939), Lionel Hampton, Woody Herman (1944) en The Metronome All-Stars.
In 1937 en 1939 nam hij telkens op onder zijn eigen naam: in twee sessies met een eigen band, een in Nattmusikk en een als trio. Na zijn militaire diensttijd tijdens de Tweede Wereldoorlog vervolgde Mondello zijn activiteiten als studiomuzikant, onder andere voor opnamen van Pearl Bailey, Tony Bennett/Ralph Burns, Billy Butterfield, Charlie Parker, Toots Thielemans en Sarah Vaughan en speelde hij in de tv-studiobands van Kate Smith, Ed Sullivan en Milton Berle. Hij bleef actief tot in de jaren 1970. In 1967 ontstond nog een verder album met Benny Goodman.

## Discografie
- Toots Mondello: Complete Orchestra & Best Sideman Recordings (Vintage Music Productions, 1936–1940)

- Bibsys: 3060844
- Biblioteca Nacional de España: XX909266
- Bibliothèque nationale de France: cb14007581m (data)
- Gemeinsame Normdatei: 134598342
- International Standard Name Identifier: 0000 0001 1584 4407
- Library of Congress Control Number: n91084674
- MusicBrainz: 5481f308-4918-429c-bd01-a632e3ae9abe
- Nationale Bibliotheek van Israël: 987007349106605171
- Nederlandse Thesaurus van Auteursnamen: 138295093
- SNAC: w6vx3c7q
- Virtual International Authority File: 207813
- WorldCat: E39PBJcwGmcB3qCd4VgBYYtdwC